# Идро (община)
Вижте пояснителната страница за други значения на Идро.
Ѝдро (на италиански: Idro, на източноломбардски: Ider, Идер) е община в Северна Италия, провинция Бреша, регион Ломбардия. Разположена е на 368 m надморска височина, на южния бряг на едноименното езеро. Населението на общината е 1930 души (към 2013 г.).
Административен център на общината е село Кроне (Crone).